# کرتیس یاروین
کرتیس یاروین (انگلیسی: Curtis Yarvin؛ (زادهٔ ۱۹۷۳)، که با نام مستعارش مِنسیوس مُلدباگ نیز شناخته می‌شود، یک نظریه‌پرداز سیاسی، دانشمند رایانه و اندیش‌مند نوارتجاعی است. نوشته‌های او نقشی بنیادین در شکل‌گیری جنبش نوارتجاعی داشته‌است. او پدیدآورندهٔ پلت‌فرم محاسباتی اوربیت (Urbit) از طریق شرکت نوپای Tlon بوده‌است.